# Dendroiulus schestoperovi
Dendroiulus schestoperovi är en mångfotingart som beskrevs av Hans Lohmander 1932. Dendroiulus schestoperovi ingår i släktet Dendroiulus och familjen kejsardubbelfotingar. Inga underarter finns listade i Catalogue of Life.